# Leesbach

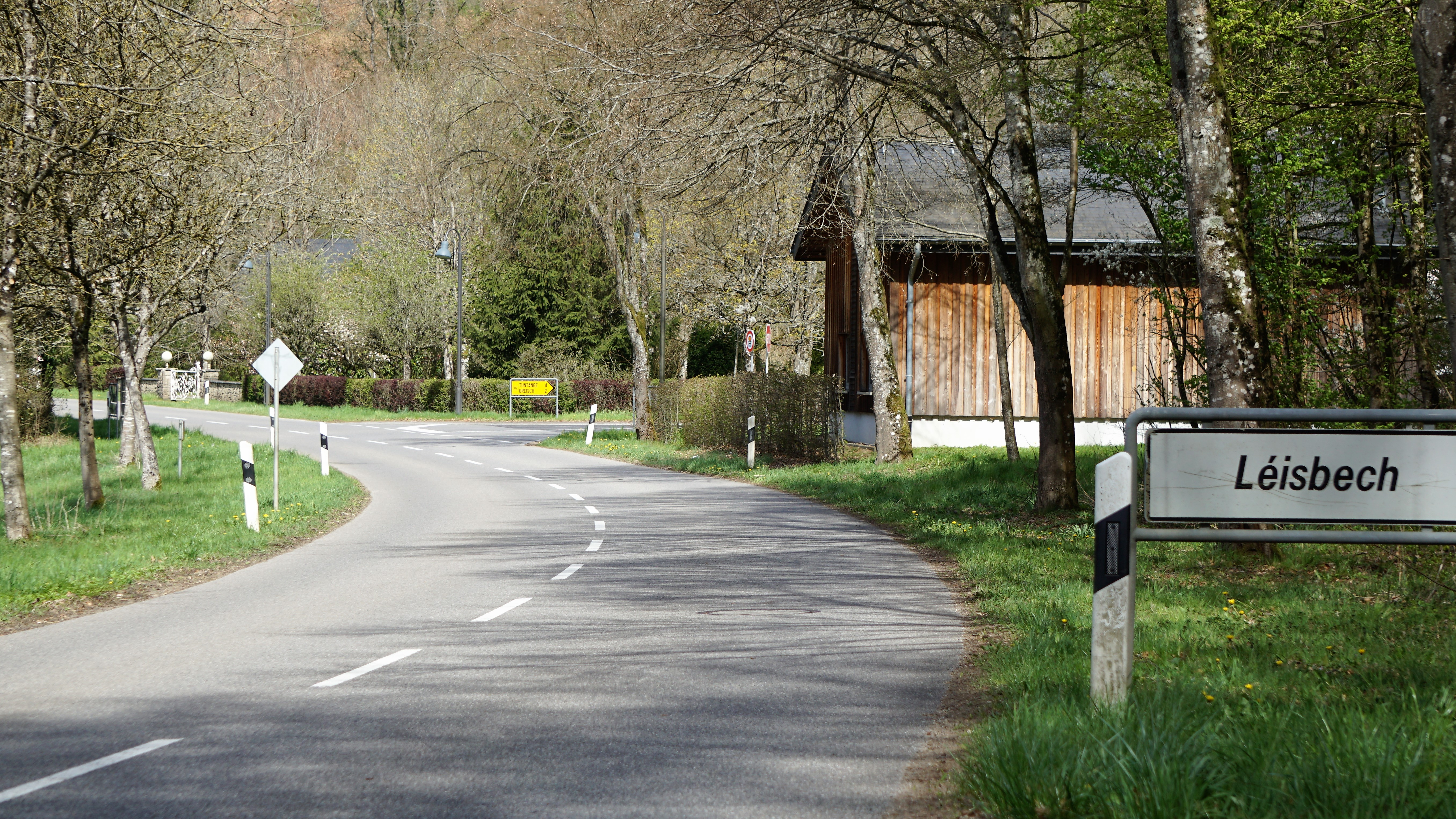
Le lieu-dit « Léisbech » dans la commune de Habscht au Grand-Duché de Luxembourg.

Leesbach (en luxembourgeois : Léisbech ) est une localité de la commune luxembourgeoise de Habscht située dans le canton de Capellen.